# Adisiella piffae
Adisiella piffae är en mångfotingart som beskrevs av Sergei I. Golovatch 200. Adisiella piffae ingår i släktet Adisiella och familjen fingerdubbelfotingar. Inga underarter finns listade i Catalogue of Life.